# Cold open
Uma cold open (também chamada de sequência de prévia) é uma técnica narrativa usada em programas de televisão e filmes. Consiste em começar a história diretamente no início do episódio, antes da sequência de abertura ou dos créditos iniciais. Na televisão norte-americana, essa prática é baseada na ideia de que envolver o público na trama o mais rápido possível reduz a probabilidade de mudar de canal durante o comercial inicial. Uma cold open também pode ser usada para recapitular eventos de episódios ou histórias anteriores que serão revisitados no episódio atual. No cinema, a técnica também é usada, mas o termo se refere aos momentos ou cenas iniciais, sem necessariamente cobrir todo o período antes do título, que pode aparecer bem depois do começo.

## Desenvolvimento
Nos anos 1960, poucas séries americanas usavam cold opens, e sitcoms de meia hora quase nunca recorriam a elas antes de 1965. Contudo, várias séries dramáticas dessa época, especialmente da Warner Bros., como 77 Sunset Strip, iniciavam com uma cena impactante retirada do meio do episódio, que seria repetida quando a história chegasse àquele ponto.
As cold opens se tornaram populares na TV americana em meados dos anos 1960. Era uma maneira econômica de introduzir a trama sem apresentar os personagens principais ou a sinopse da série, geralmente explicada na abertura.
Produtores britânicos, como Lew Grade, incorporaram a técnica em várias de suas séries, influenciando o uso em programas britânicos de ação e aventura, como The New Avengers e The Professionals. Durante as décadas de 1960 e 1970, novelas diurnas americanas foram grandes usuárias de cold opens, prática adotada por quase todas elas.
Na década de 1970 e 1980, algumas séries começaram a usar destaques do episódio anterior no início. Já os sitcoms tradicionais costumavam começar diretamente com a música tema, mas isso mudou com o tempo. Hoje, a maioria das sitcoms usa cold opens de 1 a 4 minutos antes da abertura.
Documentários usam cold opens com menos frequência, mas há exceções, como The World at War (1973–1974), que começava com momentos impactantes antes de expandir os eventos do episódio.

## Usos atuais na televisão
- Noticiários: programas de notícias nos EUA começam frequentemente com resumos das principais histórias do dia.
- Dramas: são comuns em dramas de ficção científica e policiais. Better Call Saul e Breaking Bad são exemplos notáveis, com Vince Gilligan sendo reconhecido como “mestre da cold open”.[4][5]
- Novelas: novelas americanas começam onde o episódio anterior terminou, enquanto as britânicas geralmente usam aberturas tradicionais.
- Comédia: programas como Saturday Night Live e sitcoms modernas, como The Office e Brooklyn Nine-Nine, frequentemente usam cold opens para apresentar piadas desconectadas da trama do episódio.[4]
- Programação infantil: desenhos como Pokémon e Wallykazam! usam a técnica para introduzir conflitos ou enredos.
- Esportes: o UFC utiliza cold opens antes de eventos importantes para criar expectativa.

## Em outras mídias
- Cinema: no cinema, as cenas antes dos créditos iniciais são chamadas de pre-credit, como nas sequências de abertura dos filmes de James Bond.
- Podcasts: alguns podcasts, como TrueAnon, abrem com uma introdução ou conversa antes do tema principal.
- Rádio: programas de rádio, como os de Jack Benny, ocasionalmente usavam cold opens como esquetes introdutórios.
- Videogames: jogos de RPG japoneses, como o Final Fantasy original, frequentemente apresentam cold opens com longas sequências iniciais ou um nível completo antes do título.